# 鎌田茂雄
鎌田 茂雄（かまた しげお、道号:梅嶺、1927年12月10日 - 2001年5月12日）は、日本の仏教学者。中国仏教史研究に多大な業績がある。学位は、文学博士。東京大学名誉教授。僧名は慧忍。

## 経歴
出生から修学期
1927年、神奈川県鎌倉市に生まれた。陸軍幼年学校に入学し、1945年に卒業。陸軍士官学校に進むが、終戦により中途退学。退学後は駒澤大学予科に編入した。
太平洋戦争後
駒澤大学予科に編入後、円覚寺で参禅。1948年、駒澤大学予科を卒業し、同大学文学部仏教学科に進んだ。1951年に卒業し、東京大学大学院人文科学研究科印度哲学専門課程に進んだ。華厳学を専攻し、1955年に修士課程を修了。1958年、博士後期課程を満期修了。
仏教学者として
同1958年、東京大学東洋文化研究所助手に採用された。後に同教授昇格。1962年、学位論文『華厳思想史研究：澄観を中心として』を東京大学に提出して文学博士号を取得。メディアへの出演も多く、NHKの「こころの時代」で講師を務めた。また、母校の駒澤大学や筑波大学、九州大学、大阪大学、富山大学、大正大学などで非常勤講師を兼任した。1988年、東京大学を退官し、名誉教授となった。その後は愛知学院大学教授として教鞭をとった。1997年、国際仏教学大学院大学の設立に理事として関わり、開校後は教授として指導に当たった。
中国との国交正常化後文化大革命後は、日中仏教交流の普及に努め、中国社会科学院文献情報センターより名誉教授を贈られた。また、50歳を過ぎてから自宅近くの合気道場・天道館で稽古を始め、6段になるまで精進した。
2001年に遷化。墓地は鎌倉市の大慶寺にある。

## 受賞・栄典
- 1962年　日本印度学仏教学会賞
- 1965年 『中国華厳思想史の研究』により、日本宗教学会賞受賞
- 1976年 『宗密教学の思想史的研究』により、第66回日本学士院賞受賞
- 1981年　多数の仏教入門書の執筆により、仏教伝道文化賞
- 2000年　長年の仏教研究により、勲三等旭日中綬章受章
- 2001年　叙・従四位

## 研究内容・業績
華厳学を中心に研究した。『宗密教学の思想史的研究』(1975年)が主要業績として知られる。。著作は単著で90冊以上、論文で500本以上ある。在学中より舌鋒鋭い事で知られ、教師であろうともその怠惰な仏教学への姿勢を追求する事には容赦なかった
指導学生
- 池田魯参（天台学）
- 吉津宜英（華厳学）
- 石井修道（中国禅宗史）
- 川口高風（仏教学）

## 著作
著書
- 『中国華厳思想史の研究』東京大学出版会 1965[1]
- 『宗密教学の思想史的研究：中国華厳思想史の研究第二』東京大学出版会 1975[2]
- 『禅とはなにか』講談社学術文庫 1979[3]
- 『中国仏教史』(全6巻) 東京大学出版会 1982-1999[4]
- 『禅と合気道』清水健二[5]と共著、人文書院 1984
- 『仏教聖地・五台山 : 日本人三蔵法師の物語』日本放送出版協会 1986[6]
- 『仏教のきた道　東アジア仏教の旅』 原書房 1985
- 『朝鮮仏教史』東京大学出版会 1987／講談社学術文庫[7] 2020
- 『仏教伝来』 講談社・Kodansha Philosophia 1995
  - 改題新版『仏教の来た道』 講談社学術文庫 2003
- 『法華経を読む』 講談社学術文庫 1994
- 『観音のきた道』講談社現代新書 1997
  - 改題『観音さま』講談社学術文庫 2018

論文
- CiNii>鎌田茂雄
- INBUDS>鎌田茂雄

記念論集
- 『鎌田茂雄博士古稀記念 華厳学論集』大蔵出版 1997年
- 「鎌田茂雄先生著作目録」『国際仏教学大学院大学研究紀要』Vol.5, 2002年